# Gråjako
Gråjako (Psittacus erithacus), är en afrikansk papegoja i familjen västpapegojor. Den är populär som burfågel, känd för sin förmåga att härma mänskligt tal. Beståndet i det vilda är starkt utrotningshotat.

## Utseende

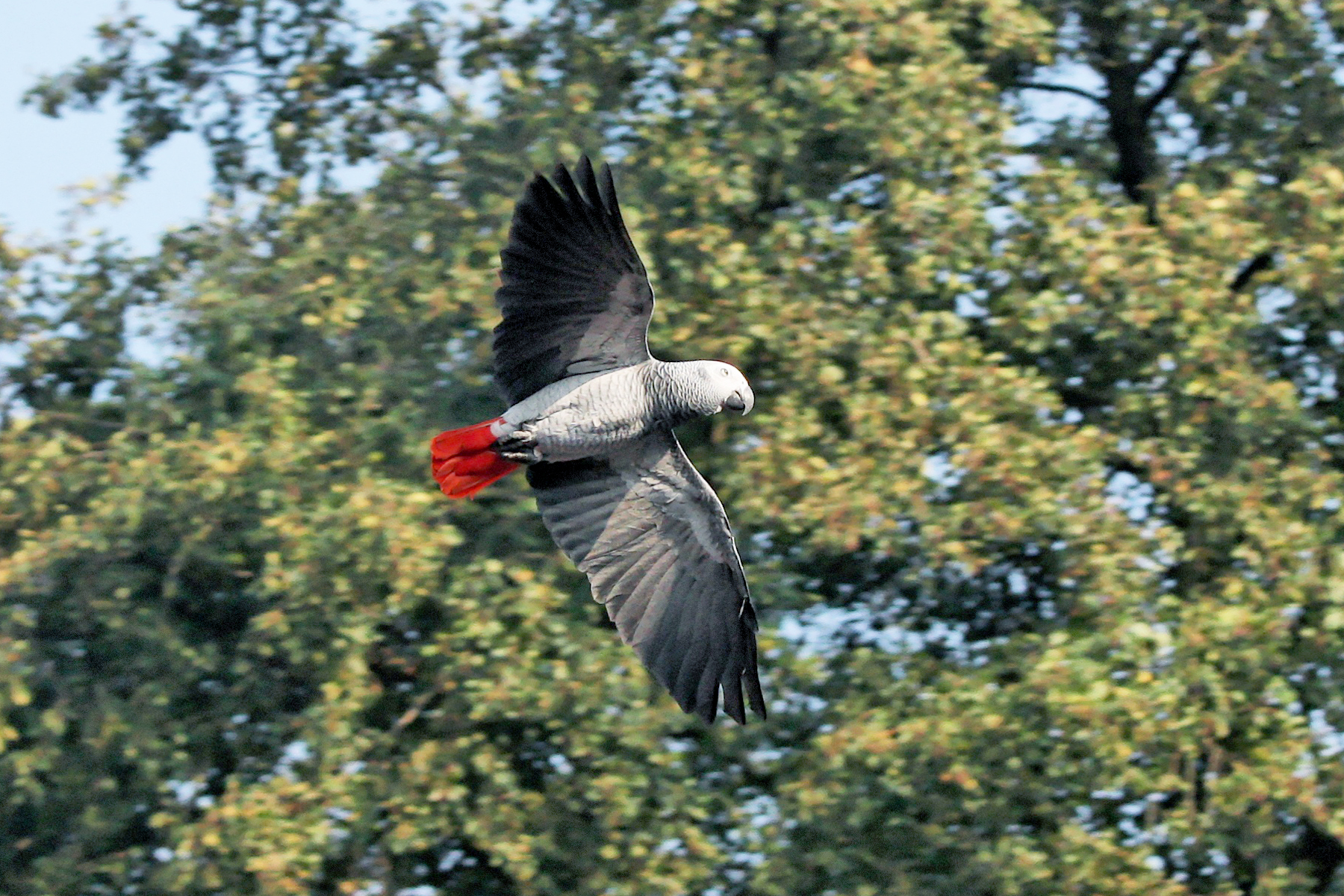
En gråjako i flykten.

Gråjakon är en gråfläckig medelstor (33 cm) papegoja. Den har en stor svart näbb och en vit ansiktsmask runt det gula ögat. Stjärt och undergump är iögonfallande röda. Liknande temnejakon, tidigare behandlad som underart till gråjako, är mindre, mörkare grå, har ljust benfärgad näbb och mörkare rödbrun stjärt.

## Utbredning och systematik
Gråjakon förekommer naturligt längs ekvatorn i Centralafrika. Den finns från sydvästra Elfenbenskusten österut mot västra Kenya och söderut till norra Angola, södra Kongo-Kinshasa och nordvästra Tanzania samt på ön Bioko i Guineabukten. Den behandlas antingen som monotypisk, det vill säga att den inte delas in i några underarter, eller anses bestå av två underarter, beroende på om populationen på ön Príncipe (princeps) i Guineabukten inkluderas i temnejakon eller förs till gråjakon (P. erithacus). Hela arten temnejako har också behandlats som en del av gråjakon, men urskiljs vanligen som egen art.

## Ekologi
Gråjakon lever parvis i flockar om flera hundra individer. Flockarna söker föda gemensamt och de är väldigt sociala inom flocken. Starka band knyts mellan flera olika individer i flocken såväl som till individer i flockar i närområdet. Flockar av gråjakor blandar sig inte med flockar av andra arter till skillnad från exempelvis amazonpapegojor och vissa andra papegojor som kan ses tillsammans i stora flockar. Jakon är skicklig på att klättra och nyttjar ofta detta, hellre än att flyga, för att ta sig till födan. En grå jako i fångenskap blir ofta 30–40 år, men kan bli 60–70 år eller ännu äldre.

### Föda
Papegojor i det vilda lever av en mycket varierad föda. Utöver fröer av olika slag äter den också nötter, fruktkärnor och fruktkött, olika spannmål, gräs, blommor och bär. De äter även rötter, färska skott, bark och gröna delar av olika örter, buskar och träd. En favoritföda i det vilda är palmfruktens kött.

### Häckning

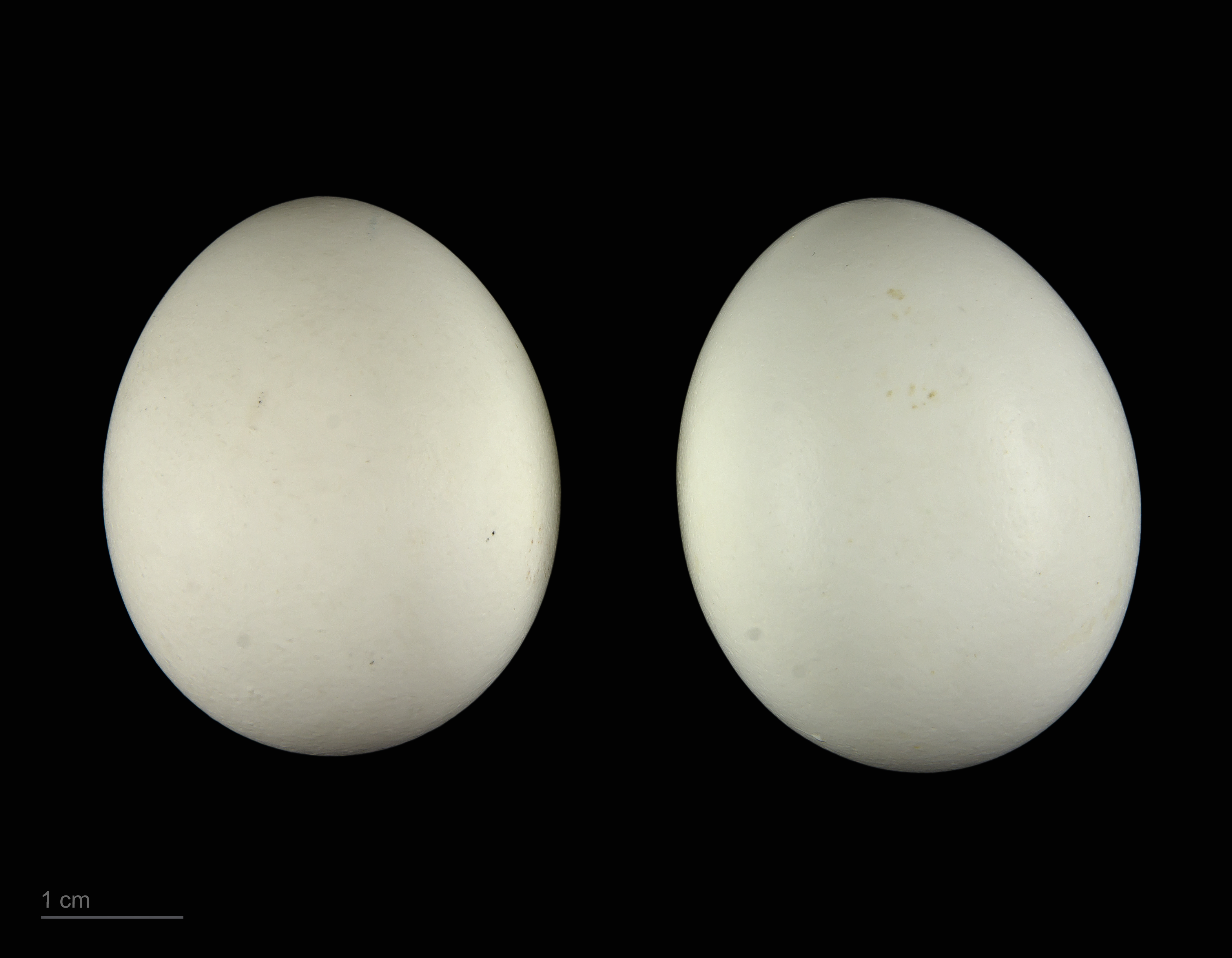
Ägg från gråjako.

Honan lägger två till fyra ägg. Under ruvningsperioden hämtar hanen mat till henne. När ungarna är kläckta tar båda föräldrar hand om dem. Efter kläckningen stannar ungarna upp till tre månader i boet.

## Som burfågel

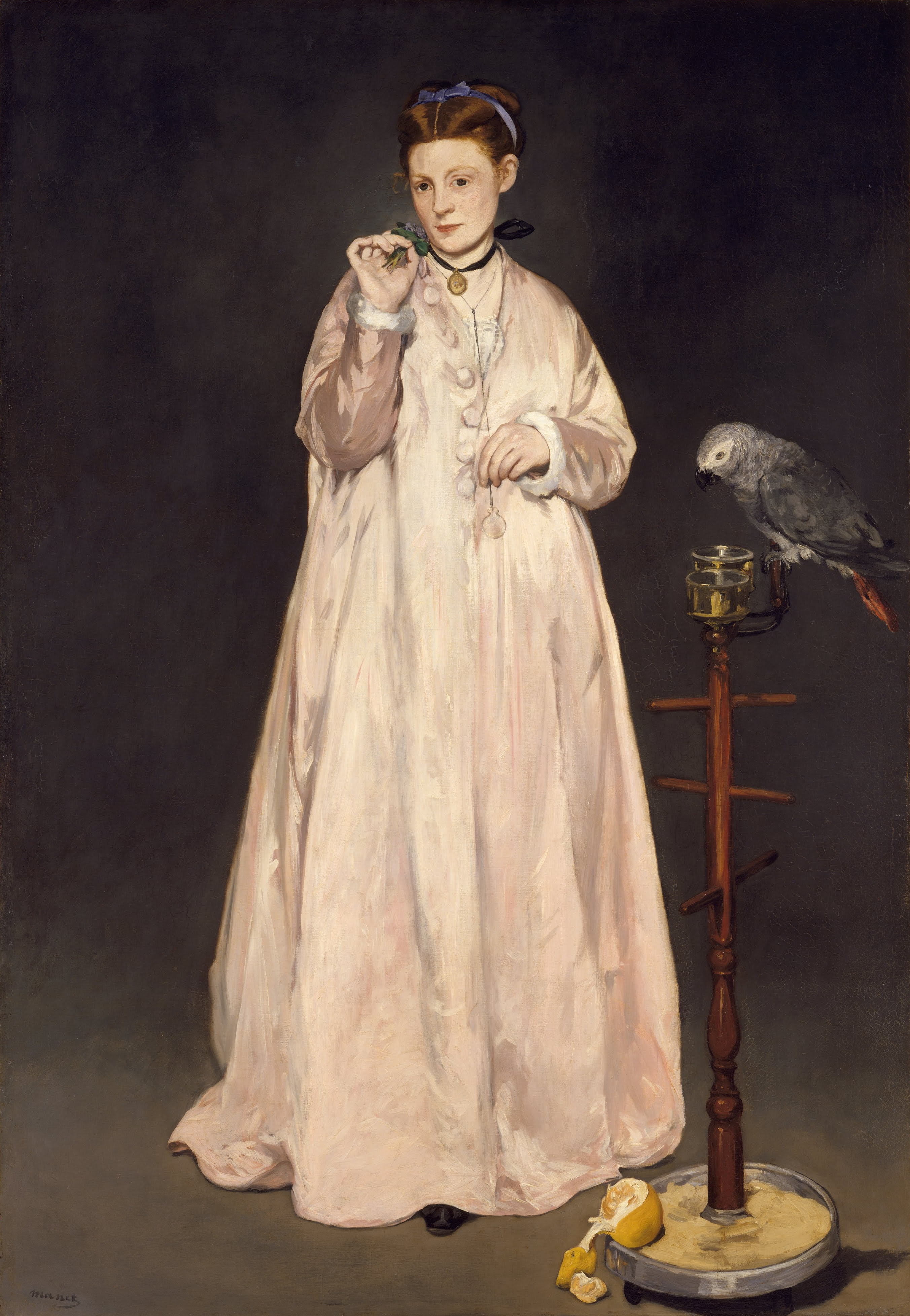
La Femme au perroquet av Edouard Manet

Den är populär som burfågel, framför allt därför att den anses mycket intelligent och har lätt för att lära sig att härma mänskligt tal. Gråjako anses vara den papegojart som är bäst på att lära sig härma ljud. Det sägs även att på grund av dess intelligens så är det även en väldigt krävande fågel då den behöver mer stimulans än andra som exempelvis kakaduor som anses vara mer keliga fåglar. En konsekvens av detta är att jakon oftare än andra fåglar börjar plocka sig och kan i värsta fall behöva avlivas på grund av detta.
Papegojor är inte anpassade till ett liv i fångenskap på samma sätt som till exempel hundar. Dessa har domesticerats under tusentals år, medan papegojor bara befinner sig några årtionden från sina vilda förfäder och måste anses som ett vilt djur.
Det finns en vanlig myt om att jakon är en typisk enmansfågel då den knyter sig till sin favoritägare och till och med kan uppvisa aggressivitet mot andra personer. Detta är en sanning med modifikation då det egentligen är ett tecken på dålig socialisering.
I Amerika är det förbjudet att importera jakon då den finns med på CITES-listan som en utrotningshotad art. Till Europa finns inget sådant importförbud ännu. Att importera vilda fåglar som sällskapsfågel är onödigt då det finns så pass många uppfödare av tama fåglar i Europa.

### Kända jakos
En känd gråjako är Einstein som uppträtt med sin tränare i bland annat Jay Leno Show och på Animal Planet
En annan känd jako var Alex som Dr. Irene Pepperberg jobbade med i flera decennier för att lära sig om kognitivt lärande hos djur. Alex överraskade de flesta med sina kunskaper och sin inlärningsförmåga. Han kunde skilja på färg, form, antal samt material och han klarade av komplicerade instruktioner och datorspel för barn. Alex dog oväntat den 6 september 2007.
N'kisi är en jako med ett exceptionellt ordförråd på över tusen ord.
I dokumentärfilmen "Plötsligt i Vinslöv" har en av huvudkaraktärerna, Holger Nilsson, en gråjako vid namn Jacko Jackonelli.